# Mattias Perjos
Mattias Perjos, född 1972, är en svensk civilingenjör och företagsledare.
Perjos tillträdde som verkställande direktör och koncernchef för Getinge den 27 mars 2017. Dessförinnan var han VD för Coesia Industrial Process Solutions (IPS) inom den italienska Coesiakoncernen från år 2012.
Perjos har en civilingenjörsexamen från Luleå Tekniska universitet och inledde sin karriär i Sandvik, varefter han kom till Flexlink, där han hade flera ledande internationella befattningar under åren 1997–2012 och var VD från år 2006. Efter Coesias förvärv av Flexlink kom Perjos att ansvara för Coesias IPS-division.